# نادرلیه
نادرلیه (صربی: Nadrlje}} یک منطقهٔ مسکونی در صربستان است.